# 美女上错身
《美女上错身》（英語：Drop Dead Diva）是一部美国律政题材的幻想喜剧，2009年7月12日首播于人生电视网。本剧集由索尼影业电视制作公司的乔希·伯曼撰写剧本，讲述了一个时尚模特的灵魂穿越进了一个大号女律师身体的故事。
2011年9月22日，人生电视网宣布订购了该剧的第四季。
2014年6月22日全劇終。

## 剧情介绍
一个乏善可陈却充满抱负心的金发模特黛比·多肯斯（Deb Dobkins）因意外车祸进入天堂，却被天堂守门人弗雷德（Fred）评价为“0:0”。即黛比在人间期间，既没有做过任何善事，也没有做过任何坏事，等于就是一个平淡无奇肤浅之人。黛比对此评价很不满，作为报复她按动了一个按钮，然后就被送回到人间。黛比的灵魂附身到了最近刚刚死亡、聪明、勤劳，同时超重的律师简·宾格温（Jane Bingum）身上。
起初，黛比对附身在简身上感到恐惧，但很快她便被简的内在美所吸引，她很高兴自己变得聪明，并且能在自己的助理泰瑞·李（Teri Lee）的帮助下胜诉官司。与此同时，黛比的未婚夫葛瑞森·肯特（Grayson Kent）也来到了黛比所在的“哈里森与帕克律师事务所”（Harrison & Parker）。简在面对葛瑞森的时候非常纠结，既想让葛瑞森知道自己就是黛比，又害怕因此让葛瑞森对黛比失去爱意。与此同时，由于黛比这件失误事件导致弗雷德被降职成为守护天使，也来到“哈里森与帕克律师事务所”。黛比最好的朋友史黛西·巴瑞特（Stacy Barrett）是唯一一个知道简真实身份的凡人。

## 演员名单

### 主要角色
- 布洛克·艾略特（英语：Brooke Elliott） 饰 珍·賓漢（Jane Bingum）
- 趙牡丹 饰 泰瑞·李（Teri Lee）
- 艾普尔·鲍白 饰 史黛西·巴瑞特（Stacy Barrett）
- 凱特·勒維寧 饰 金·卡斯维尔（Kim Kasswell）
- 杰克森·赫斯特（英语：Jackson Hurst） 饰 葛瑞森·肯特（Grayson Kent）
- 乔希·斯坦博 饰 杰·帕克（Jay Parker）
- 本·费德曼（英语：Ben Feldman） 饰 弗雷德（Fred）
- 莱克斯·麦德林（英语：Lex Medlin） 饰 欧文·法兰西法官（Judge Owen French）（从第四季开始为主要角色，此前为常设角色。）[3]

### 常设角色
- 布鲁克·奥赛（英语：Brooke D'Orsay） 饰 黛比·多肯斯（Deb Dobkins）
- 布兰蒂·诺维德（英语：Brandy Norwood） 饰 伊莉莎·肖恩（Elisa Shayne）

### 客串角色
- 昆顿·亚伦（英语：Quinton Aaron）
- 寶拉·阿巴杜
- 坎迪斯·阿克拉（英语：Candice Accola）
- 克萊·艾肯
- 路易斯·范·阿姆斯特（英语：Louis Van Amstel）
- 戴德里奇·拜德（英语：Diedrich Bader）
- 蘭斯·貝斯
- 阿曼达·比尔斯
- 金·卡戴珊
- 德尔塔·博克（英语：Delta Burke）
- 布鲁斯·戴维森等。

## 制作花絮
该剧虽然故事背景设置在美国加利福尼亚州的洛杉矶市，但实际上是在喬治亞州桃树市（Peachtree City, Georgia）和锡洛亚（Senoia, Georgia）拍摄。该剧集原计划在福克斯廣播公司播出，但是制作方看完试播集后便放弃了。据编剧乔希·伯曼（Josh Berman）说：“本剧是《上错天堂投错胎》（Heaven Can Wait）和《辣妈辣妹》的混搭剧。”称赞它是一部“值得用生命去等待的剧集”。他还说好莱坞将美丽定义成“年轻纤瘦的，希望我们可以打破这个偏见。”